# DNA-onderzoek

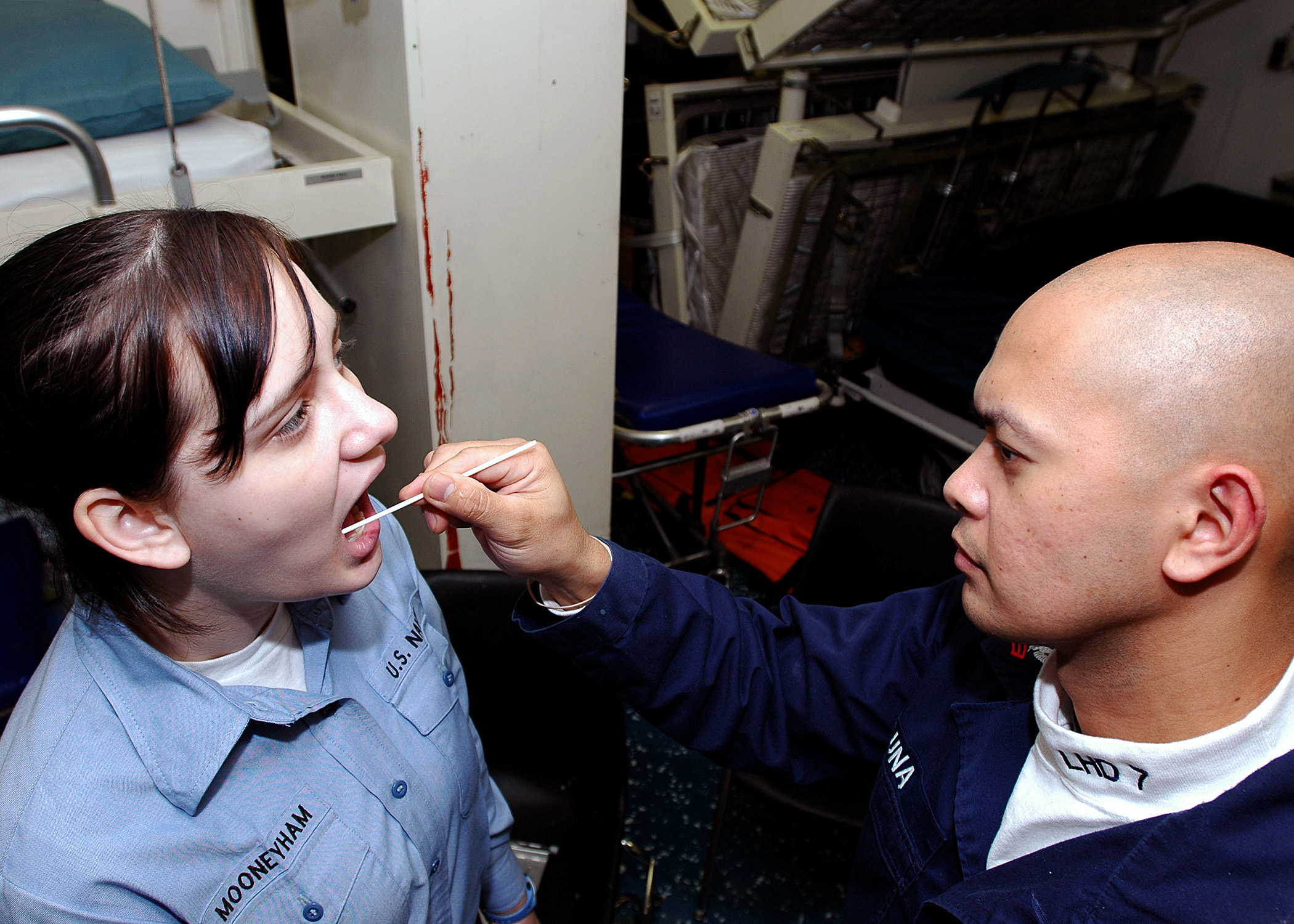
Cellen van het wangslijmvlies zijn een bron voor DNA-onderzoek.

Bij een DNA-onderzoek worden DNA-profielen bepaald en met elkaar vergeleken.

## Forensisch onderzoek
Bij forensisch onderzoek wordt een DNA-profiel van een persoon vergeleken met het DNA-profiel uit biologisch sporenmateriaal dat op een ‘plaats delict’ is aangetroffen, of worden DNA-profielen uit biologisch sporenmateriaal dat op verschillende ‘plaatsen delict’ is aangetroffen onderling met elkaar vergeleken om vast te stellen of dezelfde (op dat moment nog onbekende) persoon op die verschillende ‘plaatsen delict’ kan zijn geweest.
Bij LCN-DNA-onderzoek (LCN = Low Copy Number) wordt slechts een minimaal DNA-monster gebruikt om een DNA-profiel vast te stellen (bijvoorbeeld 15 of 20 cellen). De methode mag alleen worden toegepast door uiterst gespecialiseerde onderzoekers en wordt uitsluitend in Nederland en Nieuw-Zeeland toegestaan als wettig bewijs.
In Nederland is de methode onder meer gebruikt in het onderzoek naar de Schiedammer parkmoord.
In Groot-Brittannië wordt deze methode sinds december 2007 niet meer gebruikt. Het gebruik van de zogeheten LCN-DNA-methode was kort daarvoor een belangrijke reden waarom de verdachte van de bloedige bomaanslag in Omagh in 1998 werd vrijgesproken. De Britse politie gaat een aantal lopende zaken waarin de onderzoeksmethode als bewijs wordt opgevoerd, opnieuw onderzoeken.

## Biologische verwantschap
Bij DNA-onderzoek dat gericht is op het vaststellen van biologische verwantschap worden DNA-profielen van bijvoorbeeld veronderstelde ouders en kinderen met elkaar vergeleken om vast te stellen of de DNA-kenmerken van een kind terug te vinden zijn bij de veronderstelde biologische ouders.
Men kan een speekselonderzoek laten uitvoeren en het resulterende DNA-profiel deponeren bij databanken zoals Ancestry.com, 23andMe, MyHeritage, FTDNA en GedMatch.
DNA-profielen van verwanten kunnen worden gebruikt voor het opsporen van vermiste personen. De I-Familia-databank van Interpol is opgericht voor de opslag en het beheer van DNA-monsters die door familieleden van vermiste personen vrijwillig zijn afgestaan.

## Archeologie
In het onderzoek naar de evolutie van de mens is DNA-onderzoek een zeer belangrijk onderzoeksmethode om te bepalen hoe de verschillende menssoorten aan elkaar verwant zijn. Het is gelukt om oud DNA van de overblijfselen van neanderthalers en andere vroegere mensen te isoleren. Door DNA-onderzoek kunnen ook historische bevolkingsmigraties achterhaald worden.